# Jörg Kühn
Jörg Kühn (* 1. Juli 1952 in Rennerod) ist deutscher Architekt und Hochschullehrer.

## Leben
Kühn studierte ab 1973 Architektur (Soziologie im Nebenfach) an der Technischen Hochschule Darmstadt (THD), unter anderem bei Günter Behnisch, Walter Belz und Max Bächer. 1980 erhielt er das Diplom bei Helmut Striffler, an dessen Lehrstuhl an der THD er bis 1985 als wissenschaftlicher Assistent mit dem Schwerpunkt Entwerfen und Gebäudelehre arbeitete. Bis 1990 war er Lehrbeauftragter für Baukonstruktion und Entwerfen an den Lehrstühlen von Walter Belz und Peter Steiger.
1993 erhielt er einen Ruf als ordentlicher Universitätsprofessor an den Lehrstuhl für Entwerfen, Gebäudekunde und Raumgestaltung an die Brandenburgische Technische Universität Cottbus (BTU) in Cottbus. Er lehrt in den Bachelor- und Masterstudiengängen der Fakultät für Architektur, Bauingenieurwesen und Stadtplanung sowie in dem postgradualen, internationalen Studiengang World Heritage Studies (WHS). Von 1996 bis 2000 leitete er als Prorektor (Vizepräsident) für Planung und Finanzen verantwortlich den baulichen Ausbau des Campus der Hochschule an der heutigen Universitätsstraße. In dieser Zeit wurde unter anderem das IKMZ (Informations-, Kommunikations- und Medienzentrum) als Bibliothek der Universität von dem renommierten Schweizer Büro Herzog & de Meuron errichtet. Als Mitglied des Rektorates, Konzils, Senates und Kuratoriums der Hochschule prägte Jörg Kühn den Aufbau der Universität maßgeblich. Die Staatliche Universität für Architektur und Bauingenieurwesen Sankt Petersburg verlieh ihm 1996 die Ehrendoktorwürde.
Er begleitet Gastprofessuren an dieser Universität und am Politecnico di Milano (Italien). Er engagiert sich langjährig für das rheinkolleg e.V. in Speyer.

## Werk
Seit 1982 führt er sein eigenes Architekturbüro in Darmstadt. In den Folgejahren hatte er projektbezogene Partnerschaften, unter anderem mit dem Architekten-Forum und Juha Ilmari Leiviskä, Helsinki (Finnland).
Schwerpunkt der Arbeit sind Projekte im humanen Strafvollzug, Verwaltungsbauten, Sanierungen und Bauen im Bestand. Wichtige Arbeitsgebiete sind auch das Möbel- und Industrial Design, wie die Entwicklung von Händlertischen und Handelssystemen (Trading Areas) für Banken und Börsen weltweit. Neben seiner Bau- und Lehrtätigkeit ist Jörg Kühn Fachpreisrichter bei Architektur- und Stadtplanungswettbewerben.

## Bauten (Auswahl)
- 1987: Handelsraum Chemical Bank in Tokio
- 1992: Michael Conrad & Leo Burnett, Chicago, Advertising, German Branch, in Frankfurt am Main
- 1993: JVA Weiterstadt (Partner im Architekten-Forum)
- 1998: Konzernzentrale DAW / Caparol in Ober-Ramstadt (Projekt mit Juha Leiviskä)
- 2001: JVA Cottbus
- 2004: Modernisierung einer Klosteranlage am Lago Maggiore
- 2005: Abu Dhabi State Prison (internationaler Wettbewerb)
- 2010: Sanierung eines Gutshofs in Forst (Pfalz)